# Дентялово
 Дентя́лово — деревня в Смоленской области России, в Холм-Жирковском районе. Расположена в северной части области в 46 км к западу от Холм-Жирковского, в 4 км к югу от границы с Тверской областью, в 6 км к востоку от автодороги Р136 Смоленск — Нелидово. Население — 3 жителя (2007 год). Входит в состав Батуринского сельского поселения.

## История
Название произошло от слов «день» и «тял» — настал, пришёл, дословно «настал день». Известно как минимум с 1711 года (на собранные деньги прихожанами построена деревянная церковь), в 1847 году отставным поручиком В. П. Булавским совместно с прихожанами построена новая церковь Трёх святителей с колокольней. В 1893 году рядом пристроена полностью каменная церковь (по проекту архитектора А. К. Гирша), а в 1901 году главная церковь Успенской Божьей Матери. С 1861 года село было центром Дентяловской волости.